# Carter Rycroft
Carter Rycroft (né le 29 août 1977 à Grande Prairie, au Canada) est un curleur canadien.

## Palmarès

### Jeux olympiques
| Édition    | Salt Lake City 2002 |
| Classement | Argent              |

### Championnats du monde
| Édition    | Cortina d'Ampezzo 2010 | Pékin 2014 | Halifax 2015 |
| Classement | Or                     | 4e         | Bronze       |